# Chinatown (Vancouver)

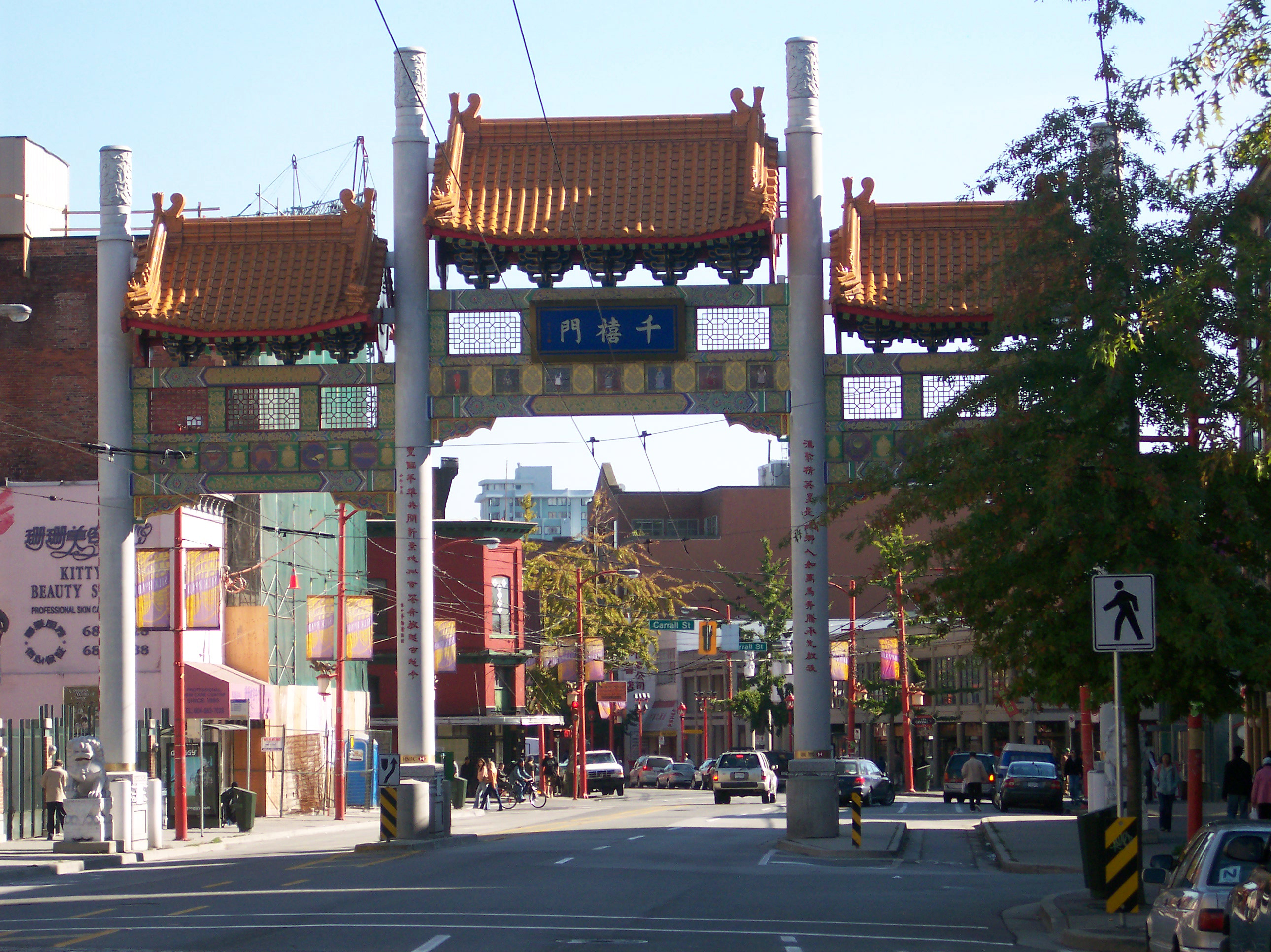
Brána Millennium Gate, která stojí na západním vstupu do Chinatownu

Chinatown ve Vancouveru je největší čínskou čtvrtí v Kanadě a jednou z největších čínských čtvrtí v Severní Americe. Nachází se v okolí ulice Pender Street. Na západě ji ohraničuje historická čtvrť Gastown a městská část Downtown, na severu městská část Downtown Eastside a pozůstatky bývalé historické čtvrti Japantown a na východě městská část Strathcona. Přibližné hranice oblasti s obchody v Chinatownu určují ulice Hastings, Georgia, Gore a Taylor Street, přesto její hranice zasahují až do jižních částí Downtown Eastside. Ulice Pender, Gore a Main Street jsou hlavním centrem obchodu v čínské čtvrti.

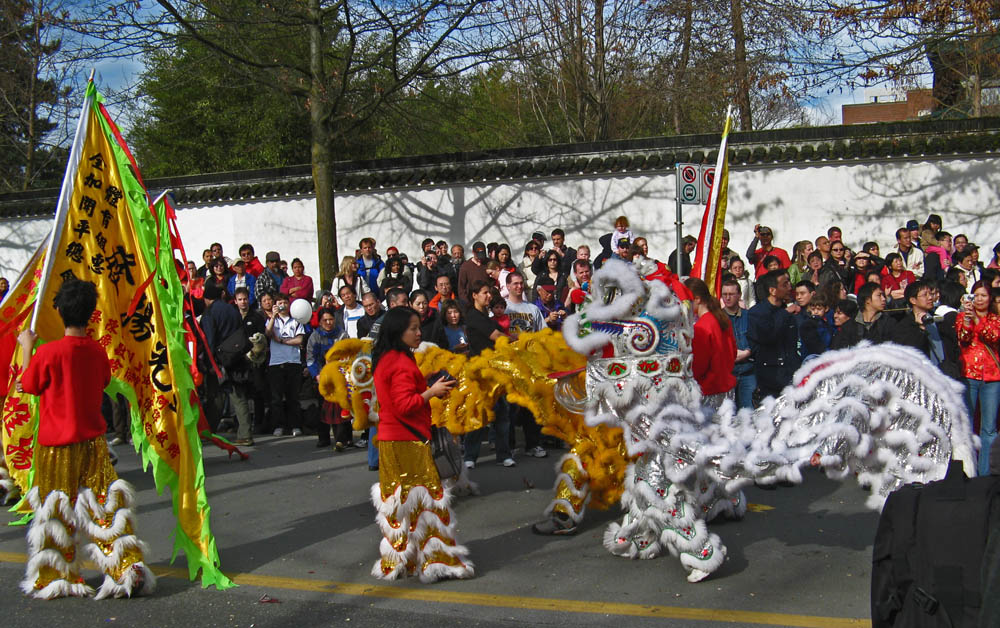
Oslava Čínského nového roku

Město Vancouver je pro svoji početnou populaci obyvatel čínského etnika, ať už vícegeneračních Kanaďanů čínského původu, nebo čínských emigrantů z Hongkongu, někdy přezdívaný „Hongcouver“. Chinatown sice zůstal jednou z hlavních turistických atrakcí, přesto ho v nedávné minulosti zastínila nová asijská obchodní čtvrť, jež si v 80. letech vybudovali bohatí a vlivní čínští emigranti z Hongkongu a Tchaj-wanu na předměstí Vancouveru podél cesty Road no. 3 ve městě Richmond. Tato nová oblast se nazývá Golden Village.
Největší oblast, kde žijí Kanaďané čínského původu v Regionálním okrese Metro Vancouver od 80. a 90. let leží na ostrově Vancouver ve Victorii, hlavním městě provincie Britská Kolumbie.

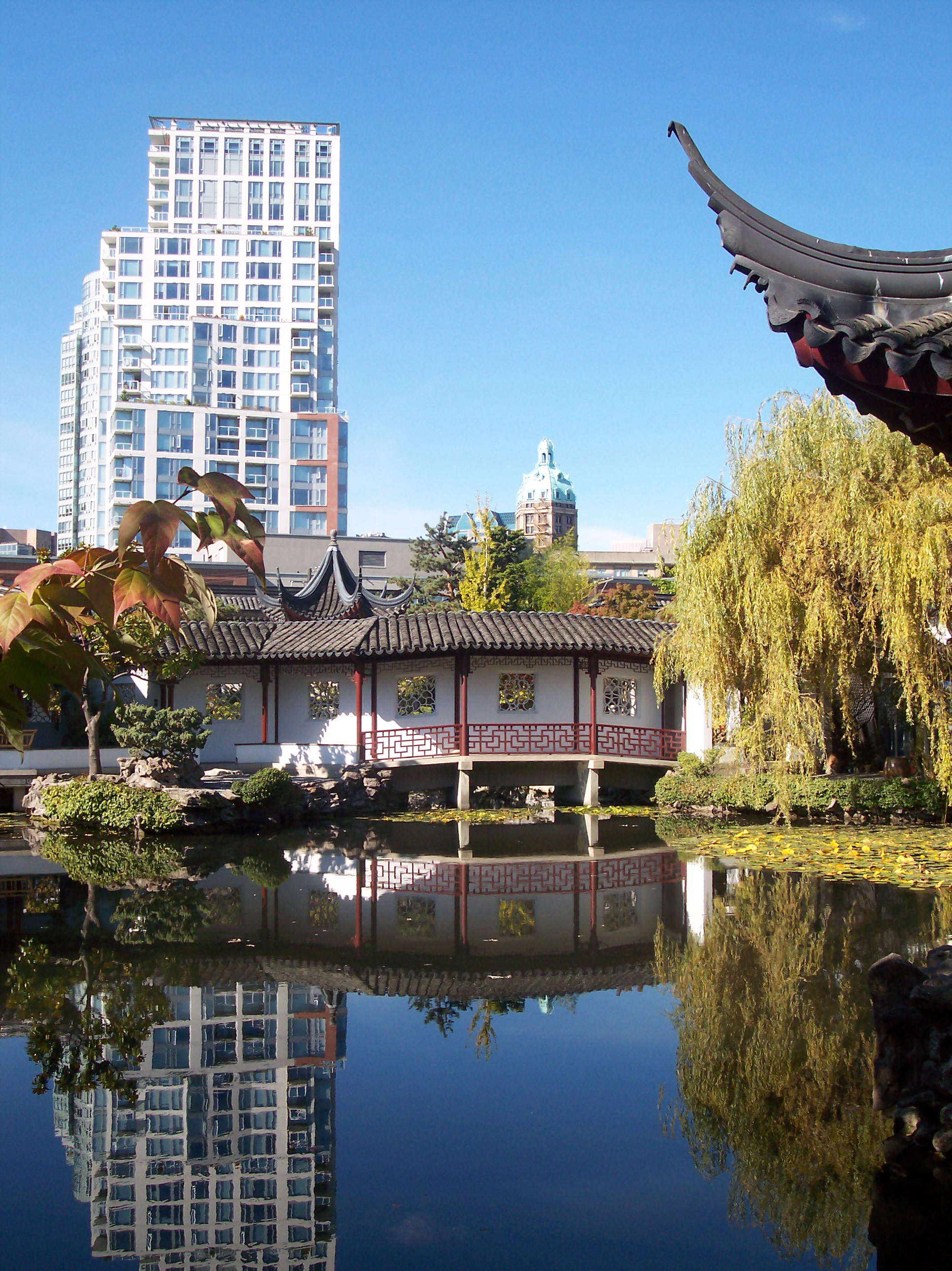
Čínská zahrada Dr. Sun Yat-Sena

Chinatown byl v minulosti známý díky neonovým reklamám, ty se však po schválení nařízení o umisťování reklam v roce 1974 začaly demontovat . Poslední velkou reklamu, neon Ho Ho, který zobrazoval misku rýže a paličky používané při jídle, byl odstraněn v roce 1997. V Chinatownu se lidé snaží zvýšit bezpečnost najímáním soukromé bezpečnostní služby, hledat nové formy marketingu a zřizovat nové byty obnovou a renovací některých historických budov.
Dnes v Chinatownu existuje hodně tradičních čínských restaurací, banky, tržnice, čajovny, obchody s oděvy a další obchody sloužící místním obyvatelům i turistům. Sídlí zde i redakce Sing Tao Daily, jednoho ze čtyř čínských deníků ve městě. Centrálu a televizní studio zde má i televizní stanice Channel M.
Od roku 2004 probíhá v okolních čtvrtích, zejména v Downtownu, velký rekonstrukční a stavební boom. V okolí místa, kde se v roce 1986 konala světová výstava Expo 86 vyrůstají nové výškové obytné budovy a velké investice byly použity i na výstavbu nového nákupního střediska „International Village“, odpověď downtownu na asijské nákupní střediska v Golden Village.

## Demografie
Stejně jako většina čínských čtvrtí i tu ve Vancouveru obývají zejména starší lidé. Mladší obyvatelé města, včetně Tchajwanců, bělochů i emigrantů z Hongkongu se v poslední dekádě začali vracet a usazovat v Chinatownu pro jeho polohu blízko centra – downtownu města. Tím zůstal Chinatown centrem čínské kultury a obchodu v regionu.

## Fakta a údaje o Chinatownu

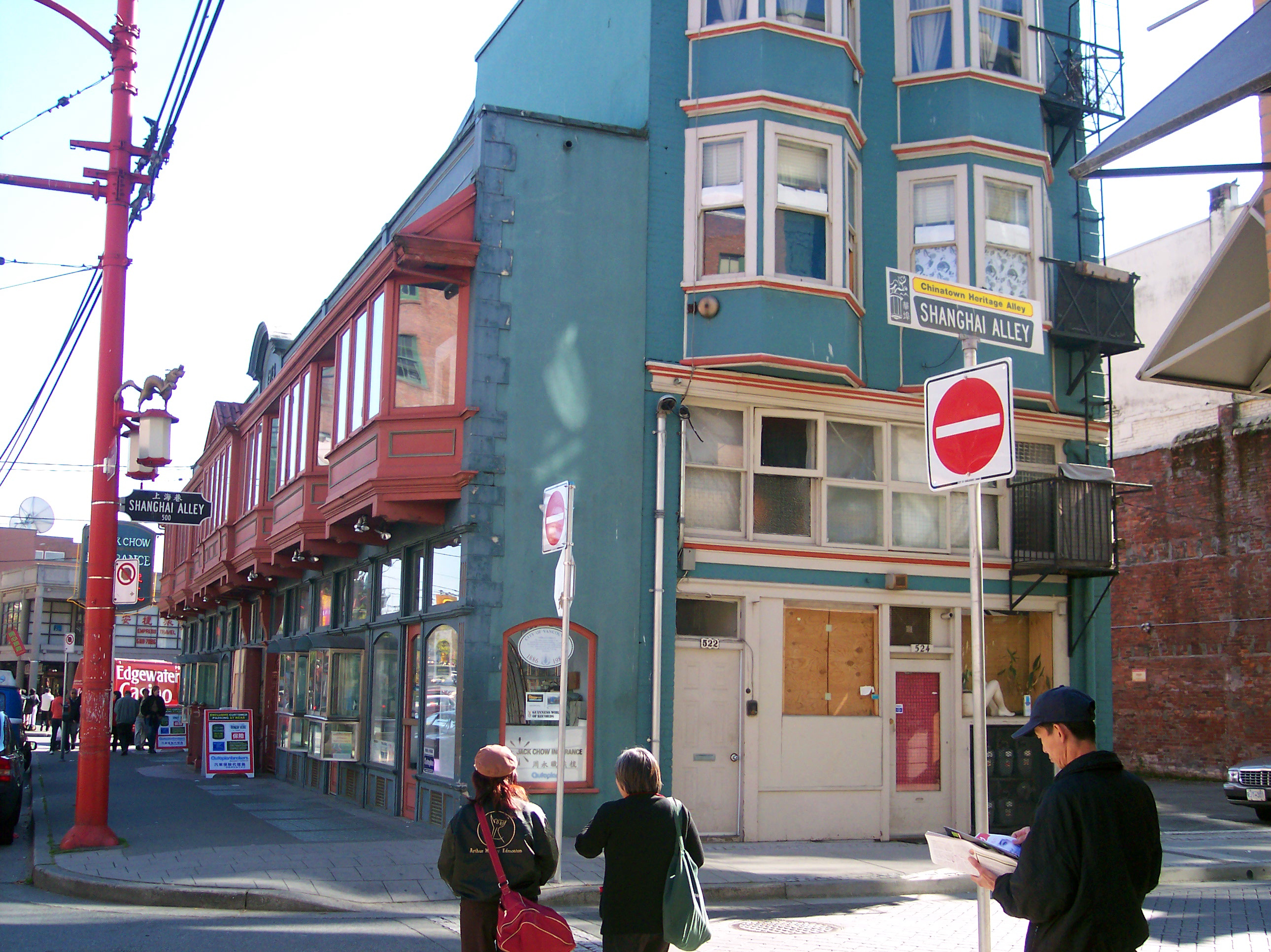
Budova Sam Kee Building

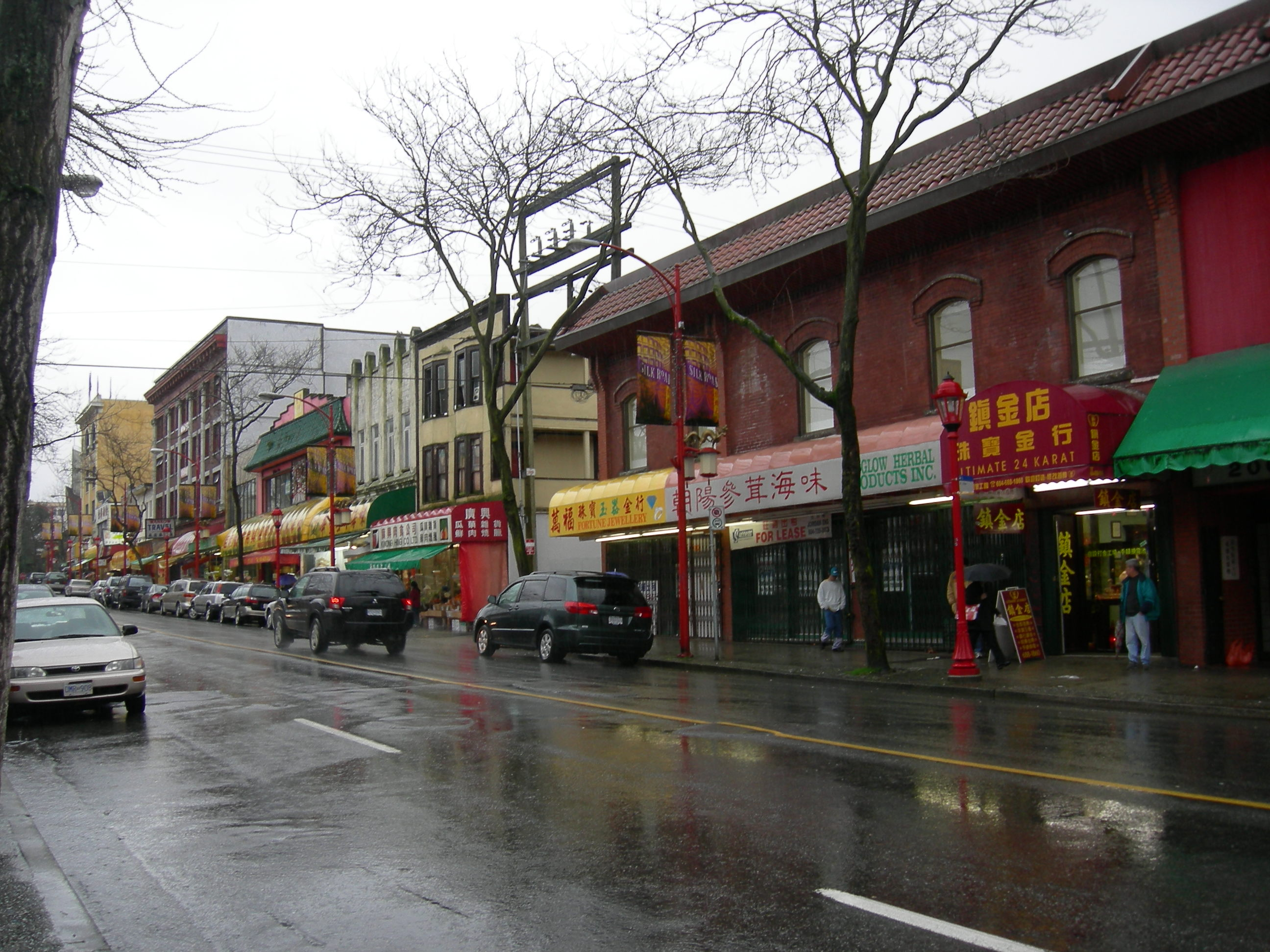
Ulice v Chinatownu

- Bránu „China Gate“ v ulici Pender Street po skončení světové výstavy Expo 86 darovala vláda Čínské lidové republiky městu Vancouver. Po tom, co téměř 20 let stála na současném místě, byla přestavěna a zrenovována. Její rekonstrukci financovala vláda i soukromí investoři. Zrenovovanou bránu odhalili v říjnu 2005 během návštěvy guvernéra čínské provincie Kuang-tung, Huang Huahua.

- Budova Sam Kee Building patřící společnosti Sam Kee Company, kterou vedl Chang Toy, jeden z nejbohatších čínských obchodníků v Chinatownu na přelomu 19. a 20. století. V roce 1903 koupil od města pozemek standardní velikosti. V roce 1912 město rozhodlo, že zvětší ulici Pender Street a rozšířilo ji o 24 stop do jeho pozemku. Architekti Brown a Gillam v roce 1913 navrhli úzkou, ocelí vyztuženou, samostatně stojící budovu širokou jen šest stop. V jejím suterénu, jenž se pod chodníkem rozšiřoval, byly veřejné koupele, v přízemí obchody a na prvním poschodí kanceláře. V 80. letech prošla budova rekonstrukcí. Podle Guinnessovy knihy rekordů je to nejužší obchodní budova na světě.

## Zajímavosti
Kromě Číňanů z Tchaj-wanu, Hongkongu a pevninské Číny se v oblasti usadili i Číňané z Latinské Ameriky. Většina z nich pochází z Peru, do Vancouveru přišli po tom, co se generál Juan Velasco Alvarado, tamější diktátor zmocnil ve vojenském převratu vlády v Peru. Další emigrovali z Brazílie, Mexika a Nikaragui.